# 200 km/h in the Wrong Lane
Albums de t.A.T.u.
200 po vstretchnoï
(2001) Remixes
(2003)
Singles
1. All the Things She Said
Sortie : 20 août 2002
2. Not Gonna Get Us
Sortie : 15 mars 2003
3. 30 Minutes
Sortie : 5 avril 2003
4. How Soon Is Now?
Sortie : 23 juillet 2003

200 km/h in the Wrong Lane est le premier album en anglais du duo féminin russe t.A.T.u., sorti en 2002.
C'est la version anglaise de leur album russe 200 po vstretchnoï paru en 2001.

## Liste des titres
| 1.    | Not Gonna Get Us                 | 4:22 |
| 2.    | All the Things She Said          | 3:34 |
| 3.    | Show Me Love                     | 4:16 |
| 4.    | 30 Minutes                       | 3:18 |
| 5.    | How Soon Is Now?                 | 3:16 |
| 6.    | Clowns (Can You See Me Now?)     | 3:12 |
| 7.    | Malchik Gay                      | 3:10 |
| 8.    | Stars                            | 4:08 |
| 9.    | Я сошла с ума (Ya shosla s uma)  | 3:35 |
| 10.   | Нас не догонят (Nas ne dagoniat) | 4:22 |
| 11.   | Show Me Love (Extended Version)  | 5:10 |
| 42:19 |                                  |      |

| Edition internationale (non américaine) | Edition internationale (non américaine) | Edition internationale (non américaine) | Edition internationale (non américaine) | Edition internationale (non américaine) | Edition internationale (non américaine) | Edition internationale (non américaine) | Edition internationale (non américaine) | Edition internationale (non américaine) | Edition internationale (non américaine) |
| No                                      | Titre                                   | Durée                                   |                                         |                                         |                                         |                                         |                                         |                                         |                                         |
| --------------------------------------- | --------------------------------------- | --------------------------------------- | --------------------------------------- | --------------------------------------- | --------------------------------------- | --------------------------------------- | --------------------------------------- | --------------------------------------- | --------------------------------------- |
| 12.                                     | 30 Minutes (Remix)                      | 5:53                                    |                                         |                                         |                                         |                                         |                                         |                                         |                                         |
| 48:11                                   |                                         |                                         |                                         |                                         |                                         |                                         |                                         |                                         |                                         |

| 12. | Malchik Gay (Remix Edit)                            | 3:52 |
| 13. | All the Things She Said (DJ Monk's Breaks Mix Edit) | 3:48 |

| 12. | Malchik Gay (Remix) | 5:07 |

| 1. | Behind-the-Scenes with Julia and Lena (Part 2) | 4:29 |
| 2. | All the Things She Said (Music Video)          | 3:46 |

| 12. | Ne ver', ne boysia (Eurovision 2003) | 3:04 |

| 1. | Julia + Lena are t.A.T.u. (Documentary) | 23:53 |
| 2. | All the Things She Said (Music Video)   | 3:44  |
| 3. | Not Gonna Get Us (Music Video)          | 3:56  |
| 4. | How Soon Is Now? (Music Video)          | 3:11  |

## Classements

### Classements hebdomadaires
| Classement (2002-03)                | Meilleure position |
| ----------------------------------- | ------------------ |
| Argentine (CAPIF)                   | 11                 |
| Australie (ARIA)                    | 19                 |
| Autriche (Ö3 Austria Top 40)        | 1                  |
| Belgique (Wallonie Ultratop)        | 16                 |
| Canada (Billboard)                  | 19                 |
| Danemark (Tracklisten)              | 13                 |
| Pays-Bas (Mega Album Top 100)       | 32                 |
| European Top 100 Albums (Billboard) | 4                  |
| Finlande (Suomen virallinen lista)  | 2                  |
| France (SNEP)                       | 8                  |
| Allemagne                           | 3                  |
| Grèce (IFPI Grèce)                  | 21                 |
| Hongrie (Mahasz)                    | 1                  |
| Irlande                             | 66                 |
| Italie (FIMI)                       | 5                  |
| Japon (Oricon)                      | 1                  |
| Nouvelle-Zélande (RIANZ)            | 9                  |
| Portugal (AFP)                      | 20                 |
| Québec (ADISQ)                      | 16                 |
| Suède (Sverigetopplistan)           | 14                 |
| Suisse (Schweizer Hitparade)        | 5                  |
| Taïwan (G-Music)                    | 7                  |
| Royaume-Uni (UK Albums Chart)       | 12                 |
| États-Unis (Billboard 200)          | 13                 |